# Butirrofenone
Il butirrofenone è un composto chimico da cui deriva una classe di molecole ampiamente utilizzate in ambito terapeutico come antipsicotici ed antiemetici. Essi agiscono a livello del sistema nervoso centrale come antagonisti dei recettori D2. Tra i butirrofenoni più noti vi sono l'aloperidolo, il droperidolo e il benperidolo.
Da questa classe di farmaci, per riduzione ad alcol del gruppo chetonico, derivano le diarilbutilammine. Questi ultimi tipi particolari di farmaci sono caratterizzati da un’emivita più lunga ed una potenza superiore ai butirrofenoni come farmaci antipsicotici.